# Русский ковчег
«Ру́сский ковче́г» — игровой фильм российского режиссёра Александра Сокурова, снятый в Зимнем дворце 23 декабря 2001 года за 1 час 27 минут одним дублем без остановки камеры.
Полнометражный художественный фильм без использования монтажа посредством новаторского решения отображает историю Зимнего дворца (Эрмитажа). Знаменитый музей переосмыслен как своего рода ковчег — средоточие всего культурного и духовного наследия России.
Мировая премьера состоялась в конкурсной программе Каннского кинофестиваля, где фильм остался без призов. Российская премьера, состоявшаяся в Эрмитаже 27 мая 2002 года, была приурочена к 300-летию Санкт-Петербурга. В России фильм вышел всего на 2 экранах, но в американском прокате стал хитом.

## Сюжет
В Зимнем дворце оказываются два путешественника в пространстве и во времени. Один из них (Сергей Дрейден) — французский маркиз первой половины XIX века. Другой (Александр Сокуров) — наш современник, петербуржец, остаётся для зрителя невидим: звучит только его голос. Эти два бесплотных духа, чаще всего оставаясь невидимыми для окружающих, оживлённо обсуждают друг с другом всё, что попадается им на пути.
Иностранец поначалу свысока взирает на русскую историю и культуру, подчёркивая её вторичность по отношению к европейской, тогда как его спутник смотрит на историю страны иначе. Вместе с героями фильма перед зрителями проходят почти три века истории Зимнего дворца, знакомя с жизнью его обитателей и гостей (включая Петра I, Екатерину Вторую, Пушкина, Николая I, семью Николая II), делая свидетелями ключевых событий жизни Зимнего: от блестящих великосветских балов до суровых дней блокады Ленинграда.

## Съёмочная группа
- Режиссёр-постановщик: Александр Сокуров
- Главный оператор: Тильман Бюттнер[нем.] («Беги, Лола, беги»)
- Авторы сценария: Александр Сокуров, Анатолий Никифоров
- Диалоги: Борис Хаимский, Александр Сокуров, Светлана Проскурина
- Художники-постановщики: Елена Жукова, Наталья Кочергина (кинопремия «Ника», 2003)
- Художники по костюмам: Лидия Крюкова, Тамара Сеферян, Мария Гришанова (кинопремия «Ника», 2003)
- Художники гримёры: Жанна Родионова, Людмила Козинец
- Постановка света: Анатолий Родионов, Бернд Фишер
- Осветитель: Бьёрн Ив Сусен

## В ролях
- Сергей Дрейден — Незнакомец
- Александр Сокуров — спутник маркиза
- Анна Алексахина — Александра Фёдоровна, жена Николая II
- Владимир Баранов — Николай II
- Валерий Гергиев — дирижёр в сцене бала
- Давид Гиоргобиани — Иосиф Орбели
- Мария Кузнецова — Екатерина II
- Юлиан Макаров — Николай I
- Леонид Мозговой — шпион
- Наталья Никуленко — Императрица Екатерина
- Светлана Свирко — Александра Фёдоровна, жена Николая I
- Максим Сергеев — Пётр I
- Борис Смолкин — Нессельроде
- Алла Осипенко — Балерина
- Олег Пальмов — столовый дворецкий
- Михаил Пиотровский — камео
- Александр Чабан — Борис Пиотровский
- Илья Шакунов — 3-й кавалер
- Анатолий Шведерский — маршал
- Валентин Букин — николаевский генерал

- Гали Абайдулов
- Юрий Агейкин
- Дмитрий Александров
- Арташез Алексанян
- Александр Андреев
- Константин Анисимов
- Андрей Аршинников
- Исмат Ашуров
- Александр Балонин
- Алексей Барабаш
- Дмитрий Бекоев
- Владимир Беловольский
- Галина Буркина
- Алексей Васильев
- Сурен Вартанов
- Игорь Волков
- Роман Габрия
- Светлана Гайтан
- Екатерина Гороховская
- Иван Гуськов
- Вадим Гущин
- Михаил Дорофеев
- Анна Дюкова
- Валентина Егоренкова
- Валерий Козинец
- Тамара Куренкова
- Вадим Лобанов
- Сергей Лосев
- Владимир Лисецкий
- Александр Малныкин
- Кирилл Миллер
- Виктор Михайлов
- Сергей Мучеников
- Сергей Надпорожный
- Юрий Орлов
- Александр Разбаш
- Елена Руфанова
- Руслан Садыков
- Владимир Севостьяхин
- Елена Спиридонова
- Артём Стрельников
- Евгений Филатов
- Юрий Хомутанский
- Юлия Шубарева

В съёмках было задействовано свыше 800 человек массовки. Как и в других своих картинах (например, «Одинокий голос человека»), Александр Сокуров появляется в роли одного из персонажей, но, как всегда, незримого: звучит его голос. Он исполняет роль спутника Незнакомца.

## Манера съёмки
Фильм задумывался Сокуровым как попытка «одним дыханьем» вобрать «поток времени». В день съёмки Зимний дворец был закрыт для публики. Основная сложность состояла в том, что никакую погрешность при такой технологии съёмки нельзя впоследствии «подмонтировать». Замысел удалось воплотить в жизнь с третьей попытки после семи месяцев репетиций.
Уникальность изобразительного решения фильма основана на съёмке с системой стабилизации камеры «Стэдикам». Её применение даёт плавность, эффект полёта по интерьерам музея вслед за персонажем Дрейдена. Оператору картины Тильману Бюттнеру пришлось пройти по 35 залам Эрмитажа 1,3 километра, неся на себе камеру с системой стабилизации общим весом 35 кг. Фильм снят 23 декабря 2001 года за 1 час 27 минут 12 секунд «одним кадром» за один дубль, то есть без остановки камеры, и как следствие, без единой монтажной склейки. Это стало возможным благодаря применению новейшей цифровой кинокамеры, время непрерывной съёмки которой не ограничено ёмкостью кассет с киноплёнкой, как у традиционного киносъёмочного аппарата.
Техническая уникальность «Русского ковчега» в том, что это первый игровой полнометражный фильм, снятый без компрессии видеоданных, в формате HD. Запись фильма производилась на жёсткий диск с помощью системы Director’s Friend.

## Реакция и сборы
«Русский ковчег» был сдержанно встречен кинокритиками Европы и очень тепло — коллегами из Северной Америки, удостоившими картину приза за изобразительное решение фильма на международном кинофестивале в Торонто (2002). Фильм с успехом шёл в разных странах мира, в общей сложности собрав почти $7 млн (половина из них в Северной Америке), что, по оценке Андрея Плахова, «беспрецедентно, во-первых, для русского, во-вторых, для артхаусного фильма».
Стивен Спилберг говорил: «„Русский ковчег“ — один из моих любимых фильмов. Это 95-минутная картина, снятая одним кадром в музее Санкт-Петербурга. Не знаю, видели ли вы её, но к ней обязательно надо обратиться. Один кадр! Всего три дубля!…». Алехандро Гонсалес Иньярриту говорил про фильм: «„Русский ковчег“ я просто обожаю. Я едва ли не плакал в финале картины, настолько она прекрасна».
«Русский ковчег» — единственный российский (постсоветский) фильм, который значится в списке лучших фильмов в истории, составляемом раз в 10 лет на основании опроса 846 самых известных кинокритиков мира. Вот отзывы некоторых из них:
- Ричард Корлисс: «Не исключено, что это просто-напросто величайший, дерзновеннейший, самый хитроумный трюк в истории кино… Попытка вобрать три века русской истории — царей и простолюдинов, которые жили, служили, плясали, страдали и умирали в великолепных залах и змеящихся коридорах»[17].
- Роджер Эберт: «Одна из наиболее последовательно воплощённых идей, которые мне доводилось видеть на экране. Если в кино временами есть нечто от сновидения, то каждая монтажная склейка означает пробуждение. „Русский ковчег“ погружает в грёзу, которая длится века»[7].
- Дэйв Кер: «Фильм представляет собой шедевр киноинженерии хотя бы в чисто организационном плане — как обеспечить беспрерывные движение камеры, диалог между фигурами на переднем плане и переток принаряженной массовки, не рассчитывая на помощь монтажа?»[18]
- Стивен Холден (The New York Times): «Подглядывание в замочную скважину прошлого позволяет переживать историю как нечто находящееся рядом и в то же время на расстоянии, как нечто в конечном счёте непоправимое: сколько жизни, сколько красоты растаяло в тумане времён!»[6]
- Джим Хоберман: «Головокружительный танец под музыку времени… полный озорных анахронизмов и хронологических сдвигов»[8].
- Джонатан Розенбаум: «Одно из самых поразительных технических достижений в истории кинематографа. Мы ещё только начинаем постигать его грандиозный масштаб»[19].

В 2020-м году компания Apple сделала оммаж «Русскому ковчегу»: В рамках кампании новой линейки Pro для сотовых телефонов iPhone режиссёр Аксинья Гог сняла одним кадром художественный пятичасовой тур по Эрмитажу.

## Анализ
«…очень схватывающий и поглощающий „Русский ковчег“, ловишь себя на ощущении какой-то подавляюще тотальной, гипнотически обволакивающей многозначительности. Всё слишком долго, слишком мощно, слишком художественно, слишком красиво, и уже не знаешь, как из-под всего этого выбраться, чтобы оно не задавило» — обозначил воздействие картины Владимир Раннев в «Сеансе».
 Как заметил Хоберман, фильм Сокурова — прямая противоположность «Октябрю» Эйзенштейна (который также снимался в Зимнем дворце) и вообще ранней советской классике, замешанной на предельной густоте монтажа («Человек с киноаппаратом»).
 Газета The New York Times написала, что при всей внешней красивости режиссёр не замыкается в башне из слоновой кости и в конце фильма «намекает на историческую близорукость привилегированных элит», которые опрометчиво закрывали глаза на то, что их окружает кошмар крепостничества, и в итоге пали жертвами революционного бунта.

## Фестивали и награды
- 2003 — XI кинофестиваль «Виват кино России!» — Приз за лучшую режиссуру по результатам зрительского голосования и Приз прессы[22].